# الکسیوکا، خچماز
الکسیوکا (به لاتین: Alekseyevka، هم‌اکنون چای‌کناری Çaykənarı) یک منطقهٔ مسکونی در جمهوری آذربایجان است که در شهرستان خاچماز واقع شده‌است.

## خصوصیات
چای‌کناری ۱۴۸۶ نفر جمعیت دارد.